# Alfabeto (programma televisivo)
Alfabeto è stato un programma televisivo in onda sul canale Iris, condotto da Maurizio Costanzo con Alberto Consarino.

## Il programma
La trasmissione è andata in onda dal 14 marzo 2018 al 27 dicembre 2022 sul canale tematico "Iris". Il programma proponeva diverse scene d'archivio (per lo più scene cinematografiche), selezionate in base ad un argomento o un personaggio cui la puntata veniva dedicata, a seconda di una lettera dell'alfabeto che veniva scelta.
Trattasi di uno spin-off del Maurizio Costanzo Show.
Sono state trasmesse 114 puntate e sono disponibili sul sito Witty Tv, della società Fascino PGT, produttrice del programma.